# Mạc Tử Sanh
Mạc Tử Sanh (鄚子泩, 1769- 1788), là nhà cai trị trấn Hà Tiên - Mueang Phutthai Mat; một vùng lãnh thổ nay thuộc cực Nam Việt Nam và một phần Campuchia.

## Thân thế & sự nghiệp
Mạc Tử Sanh người Hà Tiên, là con bà người thiếp đệ tứ phòng của Tổng binh Hà Tiên Mạc Thiên Tứ.
Năm 1775, chúa Nguyễn Phúc Thuần (tức Định vương) dừng đóng ở Bến Nghé (thuộc Gia Định), Mạc Thiên Tứ đem các con từ Trấn Giang (nay là vùng đất Cần Thơ) đến hành tại bái yết. Chúa khen và ủy lạo, gia thăng làm Đô đốc Quận công, cho con là Mạc Tử Dung làm Tham tướng Cai cơ, Mạc Tử Hoàng làm Chưởng cơ, Mạc Tử Thượng làm Cai cơ... còn Mạc Tử Sanh chỉ là một cậu bé 4 tuổi, nên không có chức việc gì cả.
Đến năm Canh Tý (1780), khi Tôn Thất Xuân, Mạc Thiên Tứ, Mạc Tử Dung, Mạc Tử Thảng (hay Thượng)...cùng với 53 người nữa bị vua Xiêm La sát hại ở Vọng Các (Bangkok), Mạc Tử Sanh và vài anh em khác, vì còn nhỏ nên không bị giết, mà chỉ bị đày ải ra tận vùng quê xa xôi.
Vũ Thế Dinh  trong Hà Tiên trấn Hiệp trấn Mạc thị gia phả (gọi tắt là Mạc thị gia phả), kể: 
Vua Xiêm là (Trịnh) Tân (Phraya Tak, tức Phi Nhã Tân. Có sách ghi là Trịnh Quốc Anh) đày tất cả dân ta ra miền đất hoang thật xa. Cho đến năm Nhâm Dần (1782), Trịnh Tân bị Chất Tri (Chakri tức Rama thứ I) lật đổ. Anh em Mạc Tử Sanh còn nhỏ, may được một viên quan người Xiêm tên Kỳ La Hâm nuôi nấng. Đến năm Giáp Thìn (1784), khi Nguyễn Vương (Nguyễn Phúc Ánh) từ đảo Cổ Long (Cổ Rồng) chạy qua Xiêm, vua Rama I cho đón Nguyễn Vương về Bangkok. Vua Xiêm cho Mạc Tử Sanh đến chào. (Rồi) ngày mồng chín tháng 6 năm Giáp Thìn (1784) khởi xuất binh, lấy Chiêu Tăng làm chủ tướng, Chiêu Sương đi tiên phong, đồng thời lệnh cho người con trai của ông tôi (tức Mạc Thiên Tứ) tên Tử Sanh theo hầu bên vua. Năm này người tròn 16 tuổi.
Như vậy, đến tháng 6 năm 1784, Mạc Tử Sanh mới được phong Tham tướng Lý Chánh hầu, với nhiệm vụ theo hầu vua (Tòng giá báo hiệu) và gìn giữ vùng đất Trà Ôn (Hộ giá công thủ Trà Ôn).
Trong khi quân Tây Sơn đánh nhau với quân Xiêm ở Rạch Gầm - Xoài Mút, Mạc Tử Sanh đậu thuyền ở ngoài cuộc chiến. Sau đó, chúa Nguyễn về tới Trấn Giang. Mạc Tử Sanh và vị phó tướng của ông là Cai đội Tín, mời chúa Nguyễn lên thuyền của mình để đi Hà Tiên, ra đảo Thổ Chu rồi sang Xiêm.
Đến nơi, Mạc Tử Sanh được giao nhận nhiệm vụ mang thư của chúa Nguyễn trình lên vua Xiêm là Rama thứ I, cho biết cuộc bại binh là lỗi của Chiêu Tăng và Chiêu Sương.
Mạc Tử Sanh ở lại đất Xiêm cho đến năm Đinh Mùi (1787).
Sách Mạc thị gia phả kể tiếp:
Vua Xiêm bảo quan Tham tướng Tử Sanh cùng với Cai Hoạt về giữ Hà Tiên, để làm chỗ dựa cho vua (Nguyễn Phúc Ánh). Khi ấy, vua thiếu binh khí, Tử Sanh mới sai Cai Hoạt chở 300 khẩu súng “điểu thương cò máy đá” dâng vua để giúp tăng cường vũ khí. Bỗng vô cớ, Tham tướng Sanh mắc bệnh qua đời.
Sách Đại Nam liệt truyện tiền biên chép tương tự: 
Mùa thu năm Đinh Mùi (1787) Sanh theo vua (Nguyễn Phúc Ánh) về Gia Định, được lấy làm Lưu thủ Hà Tiên. Khi đại binh tiến đánh quân giặc, Tử Sanh hiến 300 khẩu súng cò máy đá lửa để giúp vào quân dụng. Mùa hạ năm Mậu Thân (1788), Tử Sanh chết, được tặng là Đặc Tiến Phụ Quốc thượng tướng quân Cẩm y vệ Chưởng vệ sự Đô đốc Chưởng cơ.
Mạc Tử Sanh chết ở Hà Tiên, nhưng trong khu mộ của dòng họ Mạc không có mộ của ông. Hiện nay, vẫn chưa biết ông được an táng ở đâu .

## Ngộ nhận
Họ Mạc có hai người làm Tham tướng, đó là Mạc Tử Dung và Mạc Tử Sanh. 
Theo nhà nghiên cứu Trương Minh Đạt, thì không có ông nào mất bệnh hay chết trận ở Cần Thơ và những cái tên: cầu Tham Tướng, rạch Tham Tướng, chợ Tham Tướng (nay thuộc phường Xuân Khánh, thành phố Cần Thơ), được đặt theo chức vụ của Mạc Tử Duyên. Vì theo Mạc thị gia phả, chính ông Duyên mới là người đã “lập chướng ngại chống giữ cửa thành...đốn cây chặt gỗ mà bít đường nước”, và còn vì chỗ ấy, xưa là bản doanh của Tham tướng Duyên, chứ không phải của Mạc Tử Sanh như một số nguồn đã ghi.